# Kunstakademie Düsseldorf
La Kunstakademie Düsseldorf  è l'accademia di Belle Arti della città di Düsseldorf.

## Storia
Fondata nel 1773 con il nome di Accademia di pittura, scultura e architettura dell'Elettorato Palatino, da un fulcro nato nel 1762 grazie a Lambert Krahe (1712-1790). Grazie all'abilità di Friedrich Wilhelm von Schadow (1788-1862) la scuola ebbe un successo internazionale, e venne associata alla celebre scuola di pittura di Düsseldorf.

## Rettori
Fra i direttori e rettori:
- 1773–1789 Lambert Krahe
- 1789–1806 Johann Peter von Langer
- 1819–1824 Peter von Cornelius

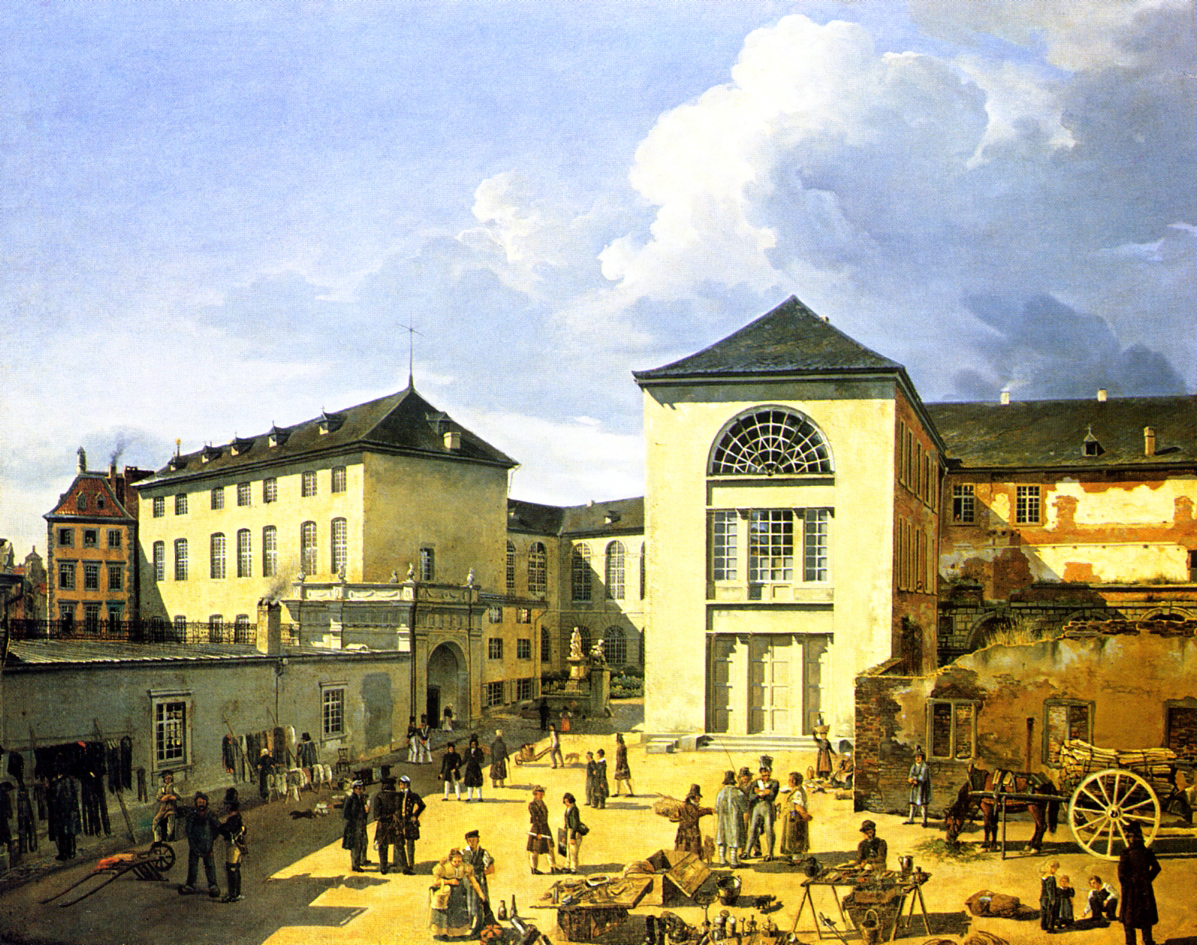
Andreas Achenbach, Kunstakademie Düsseldorf, 1831

- 1826–1859 Friedrich Wilhelm von Schadow
- 1895–1908 Johann Peter Theodor Janssen
- 1908–1924 Friedrich Roeber
- 1924–1933 Walter Kaesbach
- 1933 (da marzo a settembre) Julius Paul Junghanns
- 1933–1937 Peter Grund
- 1937–1945 Emil Fahrenkamp
- 1945–1946 Ewald Mataré
- 1959–1965 Hans Schwippert
- 1965–1972 Eduard Trier
- 1972–1981 Norbert Kricke
- 1981–1988 Irmin Kamp
- 1988–2009 Markus Lüpertz
- Dal 2009 Tony Cragg